# Pytlíkov
Pytlíkov (německy Pittling) je malá vesnice, část obce Bžany v okrese Teplice v Ústeckém kraji.

## Historie
První písemná zmínka o Pytlíkovu je datována k roku 1403, když je zmiňován pan Blahut von Pytlik. Po volbě Jiřího z Poděbrad českým králem na sněmu knížat v Chebu 2. března 1458 být definitivně urovnány sporné otázky mezi saskými knížaty a korunou českou. Mezi jinými i městečko Duchcov se vším příslušenstvím (tedy i Pytlíkovem) na této straně Krušných Hor bylo postoupeno Čechám.
Pytlíkov vlastnil Jakub Hodek ze Želevic. Vdova po Bohuslavu Hodkovi, synovi Jakuba Hodka, která se provdala za Zikmunda Vchynského z Nezpečova, toho roku zemřela. Do tohoto roku také byly spory obyvatel Pytlíkovských řešeny před soudcovskou stolicí duchcovskou.
Zikmundovi dědicové Zikmund a Jan Velvetští z Nezpečova prodali panu Radislavu Vchynskému z Vchynic za 16 900 kop míšeňských grošů statek lbínský s vesnicemi Lbín, Lysec, Světice a Pytlíkov. Od té doby byl Pytlíkov součástí panství teplického. Panství teplické včetně Pytlíkova přešlo konfiskací do majetku rodiny Aldringenů.
V roce 1680 zemřelo v Pytlíkově osm osob morem. V tomto roce je zaknihováno pět hospodářů, z toho jeden do 5 strychů polností a čtyři do 15 strychů. Pytlíkov měl v té době 7 domovních čísel.
Kateřina Kaiserová, majitelka domu čp. 6 dala roku 1800 na vlastní náklad postavit v Pytlíkově kapličku. V archivních materiálech z roku 1800 popisujících vybavení této kapličky a dle kroniky p. Sitteho není žádná zmínka o jejím zasvěcení sv. Antoníčkovi, byla pouze vysvěcena. Hlavní výzdobu tvořil mariánský obraz umístěný proti vstupu do kaple. Kaple byla původně umístěna na dnešním pozemku rodinného domu čp. 7. Neměla vlastní zvonek, v její těsné blízkosti byl dle dobové fotografie „vidlák“ se stříškou se zvonem. Kaple dnes již neexistuje, na původním místě stojí pouze původní zvonička.
V roce 1934 byla obcí postavena kaple nová. Ta byla vysvěcena v červnu 1934, nebyla nikomu zasvěcena. Tato kaple je v majetku obce a je v udržovaném stavu. Kaple je od druhé světové války bez zvonu.
V 19. století narůstal cestovní ruch, docházelo ke značení cest pro výlety do okolí a rozvoji lázeňství v Teplicích. V té době vznikl „Rundblick“, restaurace na Pytlíkovském kopci (v polích mezi Teplicemi a Pytlíkovem) a řada dalších hospod. Obec v té době zažívala největší slávu. Vedla tudy z Teplic turistická, upravená cesta na Milešovku (dnes červeně vyznačená), tzv. Pytlíkovská cesta. Cesta z Teplic byla z Pytlíkova až do Lysce lemována restauracemi, nabízející posezení s krásnou vyhlídkou na České středohoří a údolí Bíliny a navíc pohoštění, taneček, v pytlíkovské Knappeho restauraci „Na krásné vyhlídce“ navíc i kuželkárnu. Trasa byla vhodná jak pro vycházky rodin s dětmi a lázeňské hosty z Teplic, tak pro náročné turisty. Bylo jí totiž možné ukončit ve Lbíně, Hradišti, Žalanech a vrátit se zpět do Teplic vlakem.

### Lbínský zázrak
Pověst o tzv. lbínském zázraku je předávána ústně z pokolení na pokolení od nepaměti. Říká, že v červnu na den sv. Antonína přišla strašlivá bouře. Silný déšť způsobil sesuv půdy a dům čp. 9 sjel až do Lbína, aniž by se vážněji poškodil. Ve Lbíně se ještě v šedesátých letech nacházely dva domy s čp. 9 (dům čp. 9 s původní adresou v Pytlíkově byl stále obýván, až v roce 1976 byl zbořen). Ačkoli v kronice bořislavské farnosti (Fr. Sitte) popisující události od roku 1169 není o této pověsti zmínka, prý z tohoto důvodu se na sv. Antonína od nepaměti pravidelně konala procesí z kaple v Pytlíkově do Lbína, Lysce a do kostela v Hradišti. Přerušena byla v období druhé světové války, dle fotodokumentace byla obnovena v roce 1949 a ukončena v roce 1956. Procesí se i po válce účastnili téměř všichni obyvatelé obcí Pytlíkov, Lysec a Lbín.

## Obyvatelstvo
|                                                                | 1869 | 1880 | 1890 | 1900 | 1910 | 1921 | 1930 | 1950 | 1961 | 1970 | 1980 | 1991 | 2001 | 2011 | 2021 |
| -------------------------------------------------------------- | ---- | ---- | ---- | ---- | ---- | ---- | ---- | ---- | ---- | ---- | ---- | ---- | ---- | ---- | ---- |
| Obyvatelé                                                      | 48   | 57   | 74   | 79   | 81   | 86   | 81   | 69   | 53   | 31   | 18   | 23   | 26   | 41   | 41   |
| Domy                                                           | 9    | 10   | 11   | 12   | 13   | 13   | 13   | 13   | —    | 12   | 8    | 10   | 10   | 11   | 15   |
| Počet domů z roku 1961 je zahrnut v domech místní části Lysec. |      |      |      |      |      |      |      |      |      |      |      |      |      |      |      |

## Obecní správa
Při sčítání lidu v letech 1869–1900 Pytlíkov byl osadou obce Kladruby v okrese Teplice, v letech 1910–1980 byla uváděna jako část obce Lysec, se kterým patřil nejprve do okresu Teplice, ale v letech 1921–1930 v okrese Teplice-Šanov a v letech 1950–1980 znovu do okresu Teplice. Od 1. července 1980 je částí obce Bžany v okrese Teplice.

## Pamětihodnosti
- Zvonička typu „vidlák“, která byla součástí původní kapličky z roku 1800 se nachází na pozemku rodinného domu čp. 7. Zvonička je od druhé světové války bez zvonu. Je udržována majiteli objektu.[10]